# Ceryx laterimacula
Ceryx laterimacula är en fjärilsart som beskrevs av Hans Zerny. Ceryx laterimacula ingår i släktet Ceryx och familjen björnspinnare. Inga underarter finns listade i Catalogue of Life.